# Alice Longo
Alice Longo (Feltre, 12 marzo 1990) è un'ex fondista italiana.

## Biografia
Originaria di Transacqua, in carriera ha preso parte alla gara di inseguimento dei Mondiali juniores 2010 (64ª) e alla XXV Universiade invernale (miglior risultato: 18ª nella 15 km a tecnica libera). Non ha mai esordito in Coppa del Mondo e ha gareggiato prevalentemente in Alpen Cup.